# Communauté de communes de Haute Cornouaille
Die Communauté de communes de Haute Cornouaille ist ein französischer Gemeindeverband mit der Rechtsform einer Communauté de communes im Département Finistère in der Region Bretagne. Der Gemeindeverband wurde am 17. Dezember 1993 gegründet und besteht aus elf Gemeinden. Der Verwaltungssitz befindet sich im Ort Châteauneuf-du-Faou.

## Mitgliedsgemeinden
| Gemeinde                                    | Einwohner 1. Januar 2022 | Fläche km² | Dichte Einw./km² | Code INSEE | Postleitzahl |
| ------------------------------------------- | ------------------------ | ---------- | ---------------- | ---------- | ------------ |
| Châteauneuf-du-Faou                         | 3.646                    | 42,58      | 86               | 29027      | 29520        |
| Collorec                                    | 592                      | 28,39      | 21               | 29036      | 29530        |
| Coray                                       | 1.869                    | 31,36      | 60               | 29041      | 29370        |
| Landeleau                                   | 982                      | 30,41      | 32               | 29102      | 29530        |
| Laz                                         | 684                      | 34,44      | 20               | 29122      | 29520        |
| Leuhan                                      | 836                      | 32,75      | 26               | 29125      | 29390        |
| Plonévez-du-Faou                            | 2.174                    | 80,73      | 27               | 29175      | 29530        |
| Saint-Goazec                                | 730                      | 33,76      | 22               | 29249      | 29520        |
| Saint-Thois                                 | 709                      | 18,10      | 39               | 29267      | 29520        |
| Spézet                                      | 1.743                    | 60,67      | 29               | 29278      | 29540        |
| Trégourez                                   | 952                      | 17,72      | 54               | 29291      | 29970        |
| Communauté de communes de Haute Cornouaille | 14.917                   | 410,91     | 36               | –          | –            |